# How Dare You!
How Dare You! ist das vierte Album der britischen Band 10cc und wurde im Januar 1976 veröffentlicht.

## Geschichte
Es war das letzte 10cc-Album mit dieser Besetzung. Kevin Godley und Lol Creme arbeiteten an ihrem eigenen musikalischen Projekt Godley & Creme und wurden kurze Zeit später zu den ersten Musikvideo-Pionieren. Das Albumcover wurde vom Hipgnosis Team gestaltet.

## Rezeption
Das Album erreichte in Großbritannien den Spitzenplatz in den LP-Charts und konnte sich 14 Wochen unter den Top 10 platzieren. In den USA landete das Album in den LP-Charts lediglich auf Platz 47.
Zunächst wurde Art For Art's Sake als Single ausgekoppelt. Die Platte erreichte in Großbritannien Platz 5, in den USA landete sie lediglich auf Platz 83. Anfang 1976 erschien I'm Mandy Fly Me als Single und erreichte in Großbritannien Platz 6 und in den USA Platz 60.
Herbe Kritik übte Robert Christgau an dem Album, dem er „Fäulnis“ unterstellte, auch wüssten 10cc nie, ob sie lustig sein wollten oder nur schön, was in neun von zehn Fällen dazu führe, dass sie beides nicht seien.

## Titelliste
1. How Dare You (Kevin Godley, Lol Creme) – 4:14
2. Lazy Ways (Creme, Eric Stewart) – 4:20
3. I Wanna Rule The World (Godley, Creme, Graham Gouldman) – 3:57
4. I'm Mandy Fly Me (Stewart, Gouldman, Godley) – 5:24
5. Iceberg (Gouldman, Godley) – 3:43
6. Art For Art's Sake (Stewart, Gouldman) – 5:59
7. Rock 'n' Roll Lullaby (Gouldman, Stewart) – 3:58
8. Head Room (Godley, Creme) – 4:21
9. Don't Hang Up (Godley, Creme) – 6:16
10. Art For Art's Sake (Single Edit)
11. Get It While You Can
12. I'm Mandy Fly Me (Single Edit)

(Titel 10 – 12 sind Bonustitel und stammen von der japanischen Ausgabe)

## Besetzung
- Graham Gouldman – Gesang, Bass, Gitarre, Percussion, Glockenspiel
- Kevin Godley  – Gesang, Schlagzeug, Perkussion, Pauke, Congas, Bongos
- Eric Stewart  – Gesang, Gitarre, Klavier, Bass
- Lol Creme  – Gesang, Gitarre, Moog, Klavier, Percussion, Orgel, Clavinet, Recorder, Vibes

## Gastbesetzung
- Mair Jones  – Harfe